# Ginsiana richardsi
Ginsiana richardsi är en stekelart som först beskrevs av Barron 1970.  Ginsiana richardsi ingår i släktet Ginsiana och familjen sköldlussteklar. Inga underarter finns listade i Catalogue of Life.